# 16494 Oka
16494 Oka là một tiểu hành tinh vành đai chính với chu kỳ quỹ đạo là 1951.2591719 ngày (5.34 năm).
Nó được phát hiện ngày 22 tháng 9 năm 1990.